# Список військових літаків Третього Рейху
Список військових літаків Третього Рейху — перелік військових літальних апаратів, у тому числі прототипів, передсерійних екземплярів та таких, що перебували на озброєнні у Повітряних силах Третього Рейху з 1933 до 1945 року.

## Перелік
Основні типи літальних апаратів Люфтваффе виділені кольором, а ті, що випускалися масово вказані жирним.
| RLM # | Літак                               | Тип                                                    | Виробництво Статус  | Кіл-сть побудованих/використаних | Рік надходження | Прим.                                                                  |
| ----- | ----------------------------------- | ------------------------------------------------------ | ------------------- | -------------------------------- | --------------- | ---------------------------------------------------------------------- |
| 192   | AGO Ao 192 Kurier                   | військово-транспортний літак                           | серійне виробництво | 6                                | 1935            | використовувався для високопосадовців                                  |
| 68    | Arado Ar 68                         | навчально-тренувальний літак/нічний винищувач          | серійне виробництво | 511                              | 1934            | біплан, застарів на 1939 рік                                           |
| 76    | Arado Ar 76                         | навчально-тренувальний літак                           | серійне виробництво | 189                              | 1934            | біплан                                                                 |
| 80    | Arado Ar 80                         | експериментальний                                      | прототип            | 3                                | 1935            | використовувався для тестування закрилків                              |
| 95    | Arado Ar 95                         | навчально-тренувальний літак                           | серійне виробництво | 27                               | 1936            | гідроплан, побудований на експорт                                      |
| 96    | Arado Ar 96                         | навчально-тренувальний літак                           | серійне виробництво | 2891                             | 1938            |                                                                        |
| 196   | Arado Ar 196                        | розвідувальний літак                                   | серійне виробництво | 541                              | 1937            | палубний гідролітак                                                    |
| 197   | Arado Ar 197                        | винищувач                                              | прототип            | 3                                | 1937            | палубна версія літака Ar 68                                            |
| 198   | Arado Ar 198                        | розвідувальний літак                                   | прототип            | 1                                | 1938            |                                                                        |
| 199   | Arado Ar 199                        | навчально-тренувальний літак                           | прототип            | 2                                | 1939            | гідролітак                                                             |
| 213   | Arado Ar 231                        | розвідувальний літак                                   | прототип            | 6                                | 1940            | модель, що складається, для U-boot                                     |
| 232   | Arado Ar 232 Tausendfüßler          | військово-транспортний літак                           | серійне виробництво | 20                               | 1941            |                                                                        |
| 234   | Arado Ar 234 Blitz                  | розвідувальний літак/бомбардувальник                   | серійне виробництво | 210                              | 1943            | реактивний бомбардувальник                                             |
| 240   | Arado Ar 240                        | винищувач                                              | прототип            | 14                               | 1940            |                                                                        |
| 440   | Arado Ar 440                        | винищувач                                              | прототип            | 4                                | 1942            | 1 варіант модернізації з Ar 240                                        |
| 349   | Bachem Ba 349 Natter                | винищувач-перехоплювач                                 | серійне виробництво | 36                               | 1945            | ракета, лише 1 варіант пілотованого літака                             |
| 40    | Blohm & Voss BV 40 Ersatzjäger      | винищувач-перехоплювач                                 | прототип            | 7                                | 1944            | планер                                                                 |
| 138   | Blohm & Voss BV 138 Seedrache       | морський патрульний літак                              | серійне виробництво | 297                              | 1937            | літаючий човен                                                         |
| 139   | Blohm & Voss Ha 139                 | літак з далекої морської розвідки                      | прототип            | 3                                | 1936            | гідролітак далекої дії                                                 |
| 140   | Blohm & Voss Ha 140                 | морський патрульний літак                              | прототип            | 3                                | 1937            | літаючий човен                                                         |
| 141   | Blohm & Voss BV 141                 | розвідувальний літак                                   | прототип            | 28                               | 1938            | асиметрична версія літака                                              |
| 142   | Blohm & Voss BV 142                 | морський патрульний літак/військово-транспортний літак | прототип            | 4                                | 1938            |                                                                        |
| 144   | Blohm & Voss BV 144                 | військово-транспортний літак                           | прототип            | 1                                | 1944            |                                                                        |
| 155   | Blohm & Voss BV 155                 | винищувач-перехоплювач                                 | прототип            | 3                                | 1944            | побудований для боротьби з B-29                                        |
| 222   | Blohm & Voss BV 222 Wiking          | військово-транспортний літак                           | серійне виробництво | 13                               | 1940            | літаючий човен                                                         |
| 238   | Blohm & Voss BV 238                 | морський патрульний літак                              | прототип            | 1                                | 1944            | літаючий човен з 6-ма двигунами найбільший літак країн Осі             |
| 131   | Bücker Bü 131 Jungmann              | навчально-тренувальний літак                           | серійне виробництво | близько 5000 од.                 | 1934            | біплан, також використовувався для нічних рейдових дій                 |
| 133   | Bücker Bü 133 Jungmeister           | навчально-тренувальний літак                           | серійне виробництво | близько 250 од.                  | 1935            | біплан                                                                 |
| 180   | Bücker Bü 180 Student               | навчально-тренувальний літак                           | серійне виробництво | 50                               | 1937            |                                                                        |
| 181   | Bücker Bü 181 Bestmann              | навчально-тренувальний літак                           | серійне виробництво | 3400                             | 1939            |                                                                        |
| 182   | Bücker Bü 182 Kornett               | навчально-тренувальний літак                           | прототип            | 4                                | 1938            |                                                                        |
| 313   | Caproni Ca.313G                     | навчально-тренувальний літак                           | серійне виробництво | 164                              | 1939            | придбаний у Італії                                                     |
| 38    | DFS SG 38 Schulgleiter              | навчально-тренувальний літак                           | серійне виробництво | близько 10000 од.                | 1938            | планер                                                                 |
| 228   | DFS 228                             | розвідувальний літак                                   | прототип            | 2                                | 1944            | ракетний двигун                                                        |
| 230   | DFS 230                             | військово-транспортний літак                           | серійне виробництво | близько 1600 од.                 | 1937            | планер                                                                 |
| 331   | DFS 331                             | військово-транспортний літак                           | прототип            | 1                                | 1942            | планер                                                                 |
| 12    | Dornier Do 12 Libelle               | навчально-тренувальний літак                           | прототип            | 1                                | 1932            | гідроплан                                                              |
| 16    | Dornier Do 16 Wal                   | навчально-тренувальний літак                           | серійне виробництво | 46                               | 1922            | літаючий човен, до 1939 знятий з озброєння                             |
| 17    | Dornier Do 17 Fliegender Bleistift  | бомбардувальник/нічний винищувач                       | серійне виробництво | 2139                             | 1934            |                                                                        |
| 18    | Dornier Do 18                       | морський патрульний літак                              | серійне виробництво | 170                              | 1935            | літаючий човен                                                         |
| 19    | Dornier Do 19                       | військово-транспортний літак                           | прототип            | 3                                | 1936            | лише 1 екземпляр, що літав, використовувався як важкий бомбардувальник |
| 22    | Dornier Do 22                       | морський патрульний літак                              | серійне виробництво | 4                                | 1938            | експортна версія                                                       |
| 23    | Dornier Do 23                       | бомбардувальник                                        | серійне виробництво | 282                              | 1934            | знятий з озброєння після Польської кампанії                            |
| 24    | Dornier Do 24                       | морський патрульний літак                              | серійне виробництво | 218                              | 1937            | літаючий човен для експорту                                            |
| 26    | Dornier Do 26                       | розвідувальний літак                                   | серійне виробництво | 6                                | 1938            | гідроплан далекої дії                                                  |
| 215   | Dornier Do 215 Fliegender Bleistift | бомбардувальник/нічний винищувач                       | серійне виробництво | 105                              | 1938            |                                                                        |
| 217   | Dornier Do 217 Fliegender Bleistift | бомбардувальник/нічний винищувач                       | серійне виробництво | 1925                             | 1938            |                                                                        |
| 317   | Dornier Do 317                      | бомбардувальник                                        | прототип            | 6                                | 1943            | Бомбардувальник B                                                      |
| 335   | Dornier Do 335 Pfeil                | винищувач/бомбардувальник                              | серійне виробництво | 37                               | 1943            |                                                                        |
| 5     | Fieseler Fi 5                       | навчально-тренувальний літак                           | серійне виробництво | близько 29 од.                   | 1933            | спортивний літак для повітряної акробатики                             |
| 103   | Fieseler Fi 103R Reichenberg        | пілотована бомба                                       | серійне виробництво | 175                              | 1944            | керований варіант крилатої ракети V-1                                  |
| 156   | Fieseler Fi 156 Storch              | розвідувальний літак                                   | серійне виробництво | 2867                             | 1936            |                                                                        |
| 167   | Fieseler Fi 167                     | бомбардувальник                                        | серійне виробництво | 14                               | 1938            | палубний біплан                                                        |
| 256   | Fieseler Fi 256                     | військово-транспортний літак                           | прототип            | 6–9                              | 1941            |                                                                        |
| 184   | Flettner Fl 184                     | розвідувальний літак                                   | прототип            | 1                                | 1936            | вертоліт                                                               |
| 282   | Flettner Fl 282 Kolibri             | розвідувальний літак                                   | серійне виробництво | 24                               | 1941            | вертоліт                                                               |
| 223   | Focke-Achgelis Fa 223 Drache        | військово-транспортний літак                           | серійне виробництво | 20                               | 1940            | вертоліт                                                               |
| 330   | Focke-Achgelis Fa 330               | розвідувальний літак                                   | серійне виробництво | 200                              | 1942            | автожир                                                                |
| 152   | Focke-Wulf Ta 152                   | винищувач                                              | серійне виробництво | 49                               | 1944            | удосконалений Fw 190, виробництво згорнуто                             |
| 154   | Focke-Wulf Ta 154 Moskito           | нічний винищувач                                       | серійне виробництво | близько 30 од.                   | 1943            | виробництво згорнуто                                                   |
| 44    | Focke-Wulf Fw 44 Stieglitz          | навчально-тренувальний літак                           | серійне виробництво | близько 1700 од.                 | 1932            | біплан, експортна версія                                               |
| 56    | Focke-Wulf Fw 56 Stösser            | навчально-тренувальний літак                           | серійне виробництво | близько 1000 од.                 | 1933            | моноплан                                                               |
| 58    | Focke-Wulf Fw 58 Weihe              | навчально-тренувальний літак                           | серійне виробництво | 1350                             | 1935            |                                                                        |
| 61    | Focke-Wulf Fw 61                    | експериментальний                                      | прототип            | 2                                | 1936            | вертоліт з двома гвинтами                                              |
| 62    | Focke-Wulf Fw 62                    | розвідувальний літак                                   | прототип            | 4                                | 1937            | морський палубний біплан                                               |
| 186   | Focke-Wulf Fw 186                   | розвідувальний літак                                   | прототип            | 1                                | 1937            | автожир                                                                |
| 187   | Focke-Wulf Fw 187 Falke             | винищувач                                              | прототип            | 9                                | 1937            |                                                                        |
| 189   | Focke-Wulf Fw 189 Uhu               | розвідувальний літак                                   | серійне виробництво | 864                              | 1938            |                                                                        |
| 190   | Focke-Wulf Fw 190 Würger            | винищувач                                              | серійне виробництво | близько 20000 од.                | 1939            | експортна версія літака                                                |
| 191   | Focke-Wulf Fw 191                   | бомбардувальник                                        | прототип            | 3                                | 1942            | Бомбардувальник B                                                      |
| 200   | Focke-Wulf Fw 200 «Condor»          | морський патрульний літак/військово-транспортний літак | серійне виробництво | 276                              | 1937            | перша версія — пасажирський лайнер, йшов на експорт                    |
| 145   | Gotha Go 145                        | навчально-тренувальний літак                           | серійне виробництво | 1182                             | 1934            |                                                                        |
| 146   | Gotha Go 146                        | військово-транспортний літак                           | прототип            | 4                                | 1936            |                                                                        |
| 147   | Gotha Go 147                        | експериментальний                                      | прототип            | 1                                | 1936            | безхвостий                                                             |
| 242   | Gotha Go 242                        | військово-транспортний літак                           | серійне виробництво | 1528                             | 1941            | планер                                                                 |
| 244   | Gotha Go 244                        | військово-транспортний літак                           | серійне виробництво | 176                              | 1941            | планер Go 242 з авіадвигунами, 133 модернізовано                       |
| 345   | Gotha Go 345                        | військово-транспортний літак                           | прототип            | 1                                | 1944            | планер                                                                 |
| 430   | Gotha Ka 430                        | військово-транспортний літак                           | прототип            | 12                               | 1943            | планер                                                                 |
| 46    | Heinkel He 46                       | навчально-тренувальний літак                           | серійне виробництво | 512                              | 1931            | також розвідувальний та літак зв'язку                                  |
| 50    | Heinkel He 50                       | розвідувальний літак/бомбардувальник                   | серійне виробництво | 78                               | 1931            | біплан                                                                 |
| 51    | Heinkel He 51                       | навчально-тренувальний літак                           | серійне виробництво | 700                              | 1933            | застарілий винищувач, обмежено використовувався до 1939 року           |
| 59    | Heinkel He 59                       | розвідувальний літак                                   | серійне виробництво | 144                              | 1931            | морський біплан                                                        |
| 60    | Heinkel He 60                       | розвідувальний літак                                   | серійне виробництво | 205                              | 1933            | палубний біплан                                                        |
| 70    | Heinkel He 70 Blitz                 | військово-транспортний літак                           | серійне виробництво | 15                               | 1932            |                                                                        |
| 72    | Heinkel He 72 Kadett                | навчально-тренувальний літак                           | серійне виробництво | близько 2000                     | 1933            |                                                                        |
| 100   | Heinkel He 100                      | винищувач                                              | серійне виробництво | 25                               | 1938            | також визначення He 113                                                |
| 111   | Heinkel He 111                      | бомбардувальник/військово-транспортний літак           | серійне виробництво | 5656                             | 1935            | експортний варіант                                                     |
| 112   | Heinkel He 112                      | винищувач                                              | серійне виробництво | 104                              | 1935            |                                                                        |
| 114   | Heinkel He 114                      | розвідувальний літак                                   | серійне виробництво | близько 29 од.                   | 1936            | гідролітак                                                             |
| 115   | Heinkel He 115                      | бомбардувальник                                        | серійне виробництво | 138                              | 1937            | гідролітак, експортний варіант                                         |
| 116   | Heinkel He 116                      | розвідувальний літак                                   | прототип            | 14                               | 1937            |                                                                        |
| 119   | Heinkel He 119                      | високошвидкісний розвідувальний літак                  | прототип            | 8                                | 1937            |                                                                        |
| 162   | Heinkel He 162 Spatz                | легкий реактивний винищувач                            | серійне виробництво | 320                              | 1944            |                                                                        |
| 172   | Heinkel He 172                      | навчально-тренувальний літак                           | прототип            | 1                                | 1934            | варіант He 72 з NACA                                                   |
| 177   | Heinkel He 177 Greif                | важкий/стратегічний бомбардувальник                    | серійне виробництво | 1169                             | 1939            | значні проблеми з силовою установкою                                   |
| 219   | Heinkel He 219 Uhu                  | нічний винищувач                                       | серійне виробництво | близько 300 од.                  | 1942            |                                                                        |
| 274   | Heinkel He 274                      | висотний важкий бомбардувальник                        | проєкт              | 2                                | н/д             | завершена розробка французами                                          |
| 280   | Heinkel He 280                      | винищувач                                              | прототип            | 9                                | 1940            | реактивний                                                             |
| 123   | Henschel Hs 123                     | штурмовик                                              | серійне виробництво | 250                              | 1935            |                                                                        |
| 125   | Henschel Hs 125                     | навчально-тренувальний літак                           | прототип            | 2                                | 1934            |                                                                        |
| 126   | Henschel Hs 126                     | розвідувальний літак                                   | серійне виробництво | близько 600                      | 1936            |                                                                        |
| 127   | Henschel Hs 127                     | бомбардувальник                                        | прототип            | 2                                | 1937            |                                                                        |
| 128   | Henschel Hs 128                     | експериментальний                                      | прототип            | 2                                | 1939            | тестовий літак висотного польоту                                       |
| 129   | Henschel Hs 129                     | штурмовик                                              | серійне виробництво | 865                              | 1939            |                                                                        |
| 130   | Henschel Hs 130                     | бомбардувальник                                        | прототип            | 13                               | 1939            | висотного польоту                                                      |
| 229   | Horten Ho 229                       | винищувач                                              | прототип            | 3                                | 1944            | реактивне літаюче крило, лише один екземпляр                           |
| н/д   | Junkers W34                         | навчально-тренувальний літак                           | серійне виробництво | 2024                             | 1926            | транспортний літак 1920-х років                                        |
| 52    | Junkers Ju 52 Tante Ju              | військово-транспортний літак                           | серійне виробництво | 4845                             | 1931            | бомбардувальник у Громадянській війні в Іспанії, широко експортувався  |
| 86    | Junkers Ju 86                       | бомбардувальник/розвідувальний літак                   | серійне виробництво | 632                              | 1934            |                                                                        |
| 87    | Junkers Ju 87 Stuka                 | бомбардувальник                                        | серійне виробництво | 6500                             | 1935            | експортувався країнам-клієнтам                                         |
| 88    | Junkers Ju 88                       | бомбардувальник/нічний винищувач                       | серійне виробництво | 15183                            | 1936            | літак багатоцільового призначення                                      |
| 89    | Junkers Ju 89                       | бомбардувальник                                        | прототип            | 2                                | 1937            | в оригіналі «Урал-бомбардувальник»                                     |
| 90    | Junkers Ju 90                       | військово-транспортний літак                           | серійне виробництво | 18                               | 1937            |                                                                        |
| 188   | Junkers Ju 188 Rächer               | бомбардувальник                                        | серійне виробництво | 1234                             | 1940            |                                                                        |
| 252   | Junkers Ju 252                      | військово-транспортний літак                           | серійне виробництво | 15                               | 1942            |                                                                        |
| 287   | Junkers Ju 287                      | бомбардувальник                                        | прототип            | 2                                | 1944            | реактивний                                                             |
| 288   | Junkers Ju 288                      | бомбардувальник                                        | прототип            | 22                               | 1940            | Бомбардувальник B                                                      |
| 290   | Junkers Ju 290                      | морський патрульний літак/військово-транспортний літак | серійне виробництво | 65                               | 1942            |                                                                        |
| 322   | Junkers Ju 322 Mammut               | військово-транспортний літак                           | прототип            | 2                                | 1941            | планер                                                                 |
| 352   | Junkers Ju 352 Herkules             | військово-транспортний літак                           | серійне виробництво | 50                               | 1943            |                                                                        |
| 388   | Junkers Ju 388                      | розвідувальний літак/бомбардувальник                   | серійне виробництво | 101 од.                          | 1943            | розроблявся також варіант винищувача                                   |
| 390   | Junkers Ju 390                      | бомбардувальник                                        | прототип            | 2                                | 1943            | Amerikabomber                                                          |
| 31    | Klemm Kl 31                         | навчально-тренувальний літак                           | серійне виробництво | невідомо                         | 1931            |                                                                        |
| 35    | Klemm Kl 35                         | навчально-тренувальний літак                           | серійне виробництво | близько 2000 од.                 | 1935            | спортивний літак, багато поставлено на ескорт                          |
| 36    | Klemm Kl 36                         | військово-транспортний літак                           | серійне виробництво | 12 од.                           | 1934            |                                                                        |
| 108   | Messerschmitt Bf 108 Taifun         | навчально-тренувальний літак                           | серійне виробництво | 885                              | 1934            | багато поставлено на ескорт                                            |
| 109   | Messerschmitt Bf 109                | винищувач                                              | серійне виробництво | 33984                            | 1935            | багато поставлено на експорт країнам-сателітам                         |
| 110   | Messerschmitt Bf 110 Zerstörer      | винищувач                                              | серійне виробництво | 6170                             | 1936            |                                                                        |
| 162   | Messerschmitt Bf 162 Jaguar         | бомбардувальник                                        | прототип            | 3                                | 1937            |                                                                        |
| 163   | Messerschmitt Bf 163                | розвідувальний літак                                   | прототип            | 1                                | 1938            | позначення повторно використане для перехоплювача                      |
| 163   | Messerschmitt Me.163 Komet          | винищувач-перехоплювач                                 | серійне виробництво | 370                              | 1944            | ракетний двигун                                                        |
| 209   | Messerschmitt Me 209                | гоночний літак                                         | прототип            | 4                                | 1938            | використовувався для встановлення рекордів швидкості                   |
| 209   | Messerschmitt Me 209-II             | винищувач                                              | прототип            | 4                                | 1943            | не був модернізацією Me 209                                            |
| 210   | Messerschmitt Me 210                | винищувач                                              | серійне виробництво | 108                              | 1939            |                                                                        |
| 261   | Messerschmitt Me 261 Adolfine       | розвідувальний літак                                   | прототип            | 3                                | 1940            |                                                                        |
| 262   | Messerschmitt Me 262 Schwalbe       | винищувач                                              | серійне виробництво | близько 1400 од.                 | 1941            | реактивний                                                             |
| 263   | Messerschmitt Me 263                | винищувач-перехоплювач                                 | прототип            | 1                                | 1944            | реактивний, не літав з таким двигуном                                  |
| 264   | Messerschmitt Me 264 Amerikabomber  | бомбардувальник                                        | прототип            | 3                                | 1942            |                                                                        |
| 309   | Messerschmitt Me 309                | винищувач                                              | прототип            | 4                                | 1942            |                                                                        |
| 321   | Messerschmitt Me 321 Gigant         | військово-транспортний літак                           | серійне виробництво | 200                              | 1941            | планер                                                                 |
| 323   | Messerschmitt Me 323 Gigant         | військово-транспортний літак                           | серійне виробництво | 198                              | 1942            | варіант Me 321 з двигунами                                             |
| 328   | Messerschmitt Me 328                | винищувач                                              | прототип            | 9                                | 1944            | реактивний                                                             |
| 410   | Messerschmitt Me 410 Hornisse       | винищувач/розвідувальний літак                         | серійне виробництво | 1189                             | 1942            | модифікація Me 210                                                     |
| 104   | Siebel Fh 104 Hallore               | військово-транспортний літак                           | серійне виробництво | 46                               | 1937            |                                                                        |
| 201   | Siebel Si 201                       | розвідувальний літак                                   | прототип            | 2                                | 1938            |                                                                        |
| 202   | Siebel Si 202 Hummel                | навчально-тренувальний літак                           | серійне виробництво | 66                               | 1938            | спортивний літак                                                       |
| 204   | Siebel Si 204                       | навчально-тренувальний літак                           | серійне виробництво | 1216                             | 1940            | також як військово-транспортний літак                                  |

## Захоплені або придбані літаки інших країн
| Назва                            | Країна виробництва | Тип літака                             | К-сть (якщо відомо) | Прим.                                                                                  |
| -------------------------------- | ------------------ | -------------------------------------- | ------------------- | -------------------------------------------------------------------------------------- |
| Avia B-534                       | Чехословаччина     | навчально-тренувальний літак           |                     | три модифіковані версії для випробувань                                                |
| Avia B-71                        | Чехословаччина     | бомбардувальник                        |                     |                                                                                        |
| AVIA FL.3                        | Італія             | навчально-тренувальний літак           | 145                 | перебували в льотній школі в Австрії                                                   |
| Bloch M.B.175                    | Франція            | бомбардувальник                        |                     |                                                                                        |
| Bloch M.B.151                    | Франція            | винищувач/навчально-тренувальний літак |                     | Літаки Віші MB.152 у 1942 році також передані до Люфтваффе                             |
| Boeing B-17 Flying Fortress      | США                | для спеціальних операцій               |                     | використовувався спеціальними підрозділами, як-то KG 200                               |
| Cant Z.506                       | Італія             | пошуково-рятувальний літак             |                     | з 1943 року італійсько-німецькими екіпажами                                            |
| Cant Z.1007                      | Італія             | військово-транспортний літак           |                     | з 1943                                                                                 |
| Caudron C.445 Goéland            | Франція            | військово-транспортний літак           |                     |                                                                                        |
| Curtiss H-75 Hawk                | &                  | винищувач                              |                     |                                                                                        |
| Dewoitine D.520                  | Франція            | навчально-тренувальний літак           | 182                 | декілька продано                                                                       |
| Douglas 8A-3N                    | Нідерланди         | навчально-тренувальний літак           | 3 од.               |                                                                                        |
| Douglas DC-2                     | Нідерланди         | військово-транспортний літак           | 3                   | колишні літаки KLM                                                                     |
| Fiat CR.42                       | Італія             | штурмовик /нічний винищувач            | 112+                | з 1943, літав у складі 9-ї нічної групи та JG 107                                      |
| Fiat G.50/B                      | Італія             | навчально-тренувальний літак           | невідомо            | з 1943, літав у складі 7-ї нічної групи, що базувалася у Хорватії                      |
| Fokker C.V                       | Нідерланди         | навчально-тренувальний літак           | невідомо            | з різних країн                                                                         |
| Fokker C.X                       | Нідерланди         | навчально-тренувальний літак           | невідомо            |                                                                                        |
| Fokker D.XXI                     | Нідерланди         | винищувач                              |                     |                                                                                        |
| Fokker T.VIII                    | Нідерланди         | морський патрульний літак              |                     | літаючий човен                                                                         |
| Fokker G.I                       | Нідерланди         | навчально-тренувальний літак           |                     | кілька використовувалося в 1941 році екіпажами Bf 110                                  |
| Gloster Gladiator                | через              | навчально-тренувальний літак           | 1                   | захоплений у ВПС СРСР, планер-буксирувальник мішеней                                   |
| Hawker Hurricane                 | ,                  | ознайомчі польоти                      |                     | захоплені зразки у Франції, Югославії та в Північній Африці; у бою не використовувався |
| Іл-2                             | СРСР               | н/д                                    |                     | ніколи не використовувався                                                             |
| Lioré et Olivier LeO 451         | Франція            | військово-транспортний літак           | 39+                 | з травня 1943, літав у складі IV./TG4                                                  |
| Lockheed P-38 Lightning          | США                | винищувач                              | 1                   | доставлений перебіжчиком                                                               |
| Macchi MC.202                    | Італія             | навчально-тренувальний літак           | 47                  | використовувалися з 1943 року. Декілька передані до Хорватії                           |
| Macchi MC.205                    | Італія             | винищувач                              | 25                  | використовувалися з 1944 року II./JG 77                                                |
| МіГ-3                            | СРСР               | не використовувався                    |                     | спроба продати 22 Фінляндії                                                            |
| Morane-Saulnier M.S.230          | Франція            | навчально-тренувальний літак           |                     |                                                                                        |
| Morane-Saulnier M.S.406          | Франція            | навчально-тренувальний літак           | 46+                 | 25 продано у 1941 році до Фінляндії                                                    |
| Nakajima E8N                     | JPNimp 1867-1945   | морський розвідувальний літак          | 1                   | використовувався на німецькому допоміжному крейсері «Оріон»                            |
| North American NAA 57            | Франція            | навчально-тренувальний літак           |                     |                                                                                        |
| North American NAA 64            | Франція            | навчально-тренувальний літак           |                     | більшість отримали у ящиках                                                            |
| PZL.37 Łoś                       | Польща             | н/д                                    |                     | тестувався, не був у використанні                                                      |
| Rogožarski IK-3                  | Югославія          | винищувач                              |                     |                                                                                        |
| Reggiane Re.2002                 | Італія             | винищувач                              | 25                  | з 1943 року, Reggiane отримали замовлення на виробництво                               |
| Savoia-Marchetti SM.79 Sparviero | Італія             | військово-транспортний літак           |                     | з 1943 року                                                                            |
| Savoia-Marchetti SM.82           | Італія             | військово-транспортний літак           | 430                 | використовувався у 1942—1945.                                                          |
| Supermarine Spitfire             | Велика Британія    | винищувач                              |                     |                                                                                        |
| Zlín Z-XII & 212                 | Чехословаччина     | навчально-тренувальний літак           |                     |                                                                                        |